# Liste der Monuments historiques in Favières (Seine-et-Marne)
Die Liste der Monuments historiques in Favières (Seine-et-Marne) führt die Monuments historiques in der französischen Gemeinde Favières auf.

## Liste der Objekte
| Bezeichnung | Beschreibung          | Standort                       | Kennzeichnung | Schutzstatus | Datum | Bild |
| ----------- | --------------------- | ------------------------------ | ------------- | ------------ | ----- | ---- |
| Kanzel      | Holz, 18. Jahrhundert | in der Kirche St-Martin (Lage) | PM77004469    | Inscrit      | 1985  |      |